# Duyên Hà, Đồng Nhân
Huyện tự trị dân tộc Thổ Gia Duyên Hà (chữ Hán giản thể: 沿河土家族自治县, bính âm: Yánhé Tǔjiāzú Zìzhìxiàn) là một huyện thuộc địa cấp thị Đồng Nhân, tỉnh Quý Châu, Cộng hòa Nhân dân Trung Hoa. Huyện tự trị này có diện tích 2469 km2, dân số năm 2002 là 550.000 người, mã số bưu chính là 565300. Chính quyền huyện đóng tại trấn Hòa Bình.
Huyện tự trị này được chia thành các trấn: Hòa Bình, Khách Điền, Hồng Độ, Tư Cừ, Thổ Địa Ao, Giáp Thạch, Quan Đan, Tiếu Gia, Kì Than và Sa Tử; hương: Hắc Thủy, Hắc Thát, Trung Giới, Hiểu Cảnh, Cam Khê, Bản Dương, Tuyền Bá, Trung Trại, Hoàng Thổ, Tân Cảnh, Đường Bá và Cấu Bình.